# Ethyleencarbonaat
Ethyleencarbonaat is een cyclische ester van koolzuur en ethyleenglycol. De stof komt voor als een kristallijne, bijna kleurloze vaste stof.

## Synthese
Ethyleencarbonaat wordt bereid door de reactie van etheenoxide met koolstofdioxide in aanwezigheid van een katalysator:

## Toepassingen
Ethyleencarbonaat wordt toegepast als oplosmiddel. Het is een polair oplosmiddel: de diëlektrische constante is iets minder hoog dan die van propyleencarbonaat. Het is tevens een component van de elektrolyt in lithium-ion-accu's.
Ethyleencarbonaat wordt ook aangewend als reagens in organische syntheses (bijvoorbeeld van thiiraan), waaronder selectieve alkoxylering en transesterificatie. Het is een precursor van vinyleencarbonaat.